# Durchmesserzahl
Die Durchmesserzahl {\displaystyle \delta } („delta“) ist eine dimensionslose Kennzahl zur Charakterisierung von Strömungsmaschinen.
Sie bezieht den Außendurchmesser {\displaystyle D} des Laufrades der Maschine auf den rechnerischen Durchmesser einer gleichwertigen Düse. Bei einer gleichwertigen Düse würde der aus dem Laufrad austretende Volumenstrom {\displaystyle {\dot {V}}} einen Druckunterschied auftreten lassen, welcher der spezifischen Stutzenarbeit {\displaystyle Y} der Strömungsmaschine entspricht:
{\displaystyle \delta ={\frac {D}{\sqrt {\frac {\textstyle {4\cdot {\dot {V}}}}{\textstyle {\pi {\sqrt {2\cdot Y}}}}}}}}
Unter Heranziehung der Strömungsmaschinen-Kenngrößen Durchflusszahl {\displaystyle \varphi } und Druckzahl {\displaystyle \psi } kann man auch schreiben:
{\displaystyle \Leftrightarrow \delta ={\sqrt {\frac {\sqrt {\psi }}{\varphi }}}}
Die Durchmesserzahl ist bedeutsam für das Cordier-Diagramm, in dem die Laufzahl über der Durchmesserzahl aufgetragen ist und das Auskunft darüber gibt, bei welchen Bauformen von Strömungsmaschinen bei gegebenen Anforderungen die besten Wirkungsgrade erreicht werden können. 